# Equipe de Atletas Independentes nos Jogos Pan-Americanos de 2023
Uma Equipe de Atletas Independentes participou dos Jogos Pan-Americanos de 2023 realizados na cidade de Santiago, no Chile, entre os dias 20 de outubro e 5 de novembro de 2023. A equipe foi composta por atletas da Guatemala, uma vez que o país estava suspenso pelo Comitê Olímpico Internacional (COI) por interferências do governo local no Comitê Olímpico local (COG), o que não é permitido pela Carta Olímpica. Com isso, os atletas do país competiram de maneira neutra, sem referências à bandeira e ao hino nacional guatemalteco.

## Competidores
Abaixo está a lista do número de competidores (por gênero) participando dos jogos por esporte/disciplina.
| Esporte              | Masculino | Feminino | Total |
| -------------------- | --------- | -------- | ----- |
| Boliche              | 0         | 2        | 2     |
| Caratê               | 3         | 2        | 5     |
| Ciclismo             | 2         | 1        | 3     |
| Ginástica            | 1         | 0        | 1     |
| Levantamento de peso | 3         | 3        | 6     |
| Lutas                | 2         | 0        | 2     |
| Pelota basca         | 0         | 1        | 1     |
| Pentatlo moderno     | 2         | 3        | 5     |
| Raquetebol           | 2         | 2        | 4     |
| Remo                 | 1         | 2        | 3     |
| Squash               | 3         | 3        | 6     |
| Taekwondo            | 3         | 1        | 4     |
| Tênis de mesa        | 3         | 3        | 6     |
| Tiro com arco        | 5         | 1        | 6     |
| Tiro esportivo       | 6         | 11       | 17    |
| Vela                 | 2         | 2        | 4     |
| Voleibol de Praia    | 2         | 2        | 4     |
| Total                | 40        | 39       | 79    |

## Boliche
A Guatemala qualificou uma equipe completa de duas mulheres através do Campeonato da PABCON de 2022.
| Atleta | Evento              | Classificação / Final | Classificação / Final | Classificação / Final | Classificação / Final | Classificação / Final | Classificação / Final | Classificação / Final | Classificação / Final | Classificação / Final | Classificação / Final | Classificação / Final | Classificação / Final | Classificação / Final | Classificação / Final | Classificação / Final | Classificação / Final | Eliminatórias | Eliminatórias | Eliminatórias | Eliminatórias | Eliminatórias | Eliminatórias | Eliminatórias | Eliminatórias | Eliminatórias | Eliminatórias | Eliminatórias | Semifinal            | Final / MB           | Final / MB |
| Atleta | Evento              | Bloco 1               | Bloco 1               | Bloco 1               | Bloco 1               | Bloco 1               | Bloco 1               | Bloco 1               | Bloco 2               | Bloco 2               | Bloco 2               | Bloco 2               | Bloco 2               | Bloco 2               | Bloco 2               | Total                 | Posição               | Eliminatórias | Eliminatórias | Eliminatórias | Eliminatórias | Eliminatórias | Eliminatórias | Eliminatórias | Eliminatórias | Eliminatórias | Eliminatórias | Eliminatórias | Semifinal            | Final / MB           | Final / MB |
| Atleta | Evento              | 1                     | 2                     | 3                     | 4                     | 5                     | 6                     | Total                 | 7                     | 8                     | 9                     | 10                    | 11                    | 12                    | Total                 | Total                 | Posição               | 1             | 2             | 3             | 4             | 5             | 6             | 7             | 8             | Total         | Grande total  | Posição       | Adversário Resultado | Adversário Resultado | Posição    |
| ------ | ------------------- | --------------------- | --------------------- | --------------------- | --------------------- | --------------------- | --------------------- | --------------------- | --------------------- | --------------------- | --------------------- | --------------------- | --------------------- | --------------------- | --------------------- | --------------------- | --------------------- | ------------- | ------------- | ------------- | ------------- | ------------- | ------------- | ------------- | ------------- | ------------- | ------------- | ------------- | -------------------- | -------------------- | ---------- |
|        | Individual feminino |                       |                       |                       |                       |                       |                       |                       |                       |                       |                       |                       |                       |                       |                       |                       |                       |               |               |               |               |               |               |               |               |               |               |               |                      |                      |            |
|        |                     |                       |                       |                       |                       |                       |                       |                       |                       |                       |                       |                       |                       |                       |                       |                       |                       |               |               |               |               |               |               |               |               |               |               |               |                      |                      |            |
|        | Duplas femininas    |                       |                       |                       |                       |                       |                       |                       |                       |                       |                       |                       |                       |                       |                       |                       |                       | —             | —             | —             | —             | —             | —             | —             | —             | —             | —             | —             | —                    | —                    | —          |

## Caratê
A Guatemala qualificou uma equipe de cinco caratecas (três homens e duas mulheres) através do Campeonato Centro-Americano e do Caribe de 2023 e do Campeonato Pan-Americano de 2023.
Kumite
| Atleta | Evento           | Fase de grupos       | Fase de grupos       | Fase de grupos       | Fase de grupos | Semifinal            | Final                | Final   |
| Atleta | Evento           | Adversário Resultado | Adversário Resultado | Adversário Resultado | Posição        | Adversário Resultado | Adversário Resultado | Posição |
| ------ | ---------------- | -------------------- | -------------------- | -------------------- | -------------- | -------------------- | -------------------- | ------- |
|        | −60 kg masculino |                      |                      |                      |                |                      |                      |         |
|        | −75 kg masculino |                      |                      |                      |                |                      |                      |         |
|        | −84 kg masculino |                      |                      |                      |                |                      |                      |         |
|        | −50 kg feminino  |                      |                      |                      |                |                      |                      |         |
|        | −61 kg feminino  |                      |                      |                      |                |                      |                      |         |

## Ciclismo
A Guatemala qualificou 3 ciclistas (2 homens e 1 mulher).

### Estrada
Masculino
| Atleta | Evento             | Tempo | Posição |
| ------ | ------------------ | ----- | ------- |
|        | Corrida em estrada |       |         |
|        |                    |       |         |

### Mountain bike
A Guatemala qualificou uma atleta durante o Campeonato Pan-Americano de 2023.
| Atleta | Evento                 | Tempo | Posição |
| ------ | ---------------------- | ----- | ------- |
|        | Cross-country feminino |       |         |

## Ginástica

### Artística
A Guatemala qualificou um ginasta masculino através do Campeonato Pan-Americano de 2023.
Masculino
| Atleta | Evento           | Qualificação | Qualificação | Qualificação | Qualificação | Qualificação | Qualificação | Total | Posição |
| Atleta | Evento           | S            | CA           | A            | Sa           | BP           | BF           | Total | Posição |
| ------ | ---------------- | ------------ | ------------ | ------------ | ------------ | ------------ | ------------ | ----- | ------- |
|        | Individual geral |              |              |              |              |              |              |       |         |

Legenda de classificação: Q = Qualificado para a final por aparelhos

## Levantamento de peso
A Guatemala qualificou seis halterofilistas (três homens e três mulheres).
| Atleta | Evento | Arranco   | Arranco | Arremesso | Arremesso | Total | Posição |
| Atleta | Evento | Resultado | Posição | Resultado | Posição   | Total | Posição |
| ------ | ------ | --------- | ------- | --------- | --------- | ----- | ------- |
|        |        |           |         |           |           |       |         |
|        |        |           |         |           |           |       |         |
|        |        |           |         |           |           |       |         |
|        |        |           |         |           |           |       |         |
|        |        |           |         |           |           |       |         |
|        |        |           |         |           |           |       |         |

## Lutas
A Guatemala qualificou uma equipe de 2 lutadores masculinos através do Campeonato Pan-Americano de Lutas de 2022 e do Campeonato Pan-Americano de Lutas de 2023.
Chave:
- VT – Vitória por queda
- PP – Decisão por pontos – derrotado com pontos técnicos.
- PO – Decisão por pontos – derrotado sem pontos técnicos.
- SP – Superioridade técnica – o derrotado com pontos técnicos e uma margem de vitória de pelo menos 9 (Greco-romana) ou 10 (livre) pontos.
- ST – Grande superioridade – o derrotado sem pontos técnicos e uma margem de vitória de pelo menos 8 (Greco-romana) ou 10 (livre) pontos.
- VA – Decisão por desistência

Masculino
| Atleta | Evento             | Quartas-de-final     | Semifinal            | Final / MB           | Final / MB |
| Atleta | Evento             | Adversário Resultado | Adversário Resultado | Adversário Resultado | Posição    |
| ------ | ------------------ | -------------------- | -------------------- | -------------------- | ---------- |
|        | Livre 57 kg        |                      |                      |                      |            |
|        | Greco-romana 77 kg |                      |                      |                      |            |

## Pelota basca
A Guatemala qualificou uma jogadora através do Torneio Pan-Americano de Pelota Basca de 2023.
Feminino
| Atleta | Evento    | Fase preliminar   | Fase preliminar   | Fase preliminar   | Fase preliminar   | Fase preliminar | Semifinal         | Final / MB        | Posição |
| Atleta | Evento    | Partida 1         | Partida 2         | Partida 3         | Partida 4         | Posição         | Semifinal         | Final / MB        | Posição |
| Atleta | Evento    | Adversário Placar | Adversário Placar | Adversário Placar | Adversário Placar | Posição         | Adversário Placar | Adversário Placar | Posição |
| ------ | --------- | ----------------- | ----------------- | ----------------- | ----------------- | --------------- | ----------------- | ----------------- | ------- |
|        | Frontball |                   |                   |                   |                   |                 |                   |                   |         |

## Pentatlo moderno
A Guatemala qualificou cinco pentatletas (dois homens e três mulheres).
| Atleta | Evento                | Esgrima (Espada um toque) | Esgrima (Espada um toque) | Esgrima (Espada um toque) | Esgrima (Espada um toque) | Natação (200 m nado livre) | Natação (200 m nado livre) | Natação (200 m nado livre) | Hipismo (Saltos) | Hipismo (Saltos) | Hipismo (Saltos) | Tiro / Corrida (pistola a laser 10 m / 3000 m cross-country) | Tiro / Corrida (pistola a laser 10 m / 3000 m cross-country) | Tiro / Corrida (pistola a laser 10 m / 3000 m cross-country) | Total  | Total   |
| Atleta | Evento                | V – D                     | Posição                   | Pontos                    | PB                        | Tempo                      | Posição                    | Pontos                     | Penalidades      | Posição          | Pontos           | Tempo                                                        | Posição                                                      | Pontos                                                       | Pontos | Posição |
| ------ | --------------------- | ------------------------- | ------------------------- | ------------------------- | ------------------------- | -------------------------- | -------------------------- | -------------------------- | ---------------- | ---------------- | ---------------- | ------------------------------------------------------------ | ------------------------------------------------------------ | ------------------------------------------------------------ | ------ | ------- |
|        | Masculino             |                           |                           |                           |                           |                            |                            |                            |                  |                  |                  |                                                              |                                                              |                                                              |        |         |
|        |                       |                           |                           |                           |                           |                            |                            |                            |                  |                  |                  |                                                              |                                                              |                                                              |        |         |
|        | Revezamento masculino |                           |                           |                           |                           |                            |                            |                            |                  |                  |                  |                                                              |                                                              |                                                              |        |         |
|        | Feminino              |                           |                           |                           |                           |                            |                            |                            |                  |                  |                  |                                                              |                                                              |                                                              |        |         |
|        |                       |                           |                           |                           |                           |                            |                            |                            |                  |                  |                  |                                                              |                                                              |                                                              |        |         |
|        |                       |                           |                           |                           |                           |                            |                            |                            |                  |                  |                  |                                                              |                                                              |                                                              |        |         |
|        | Revezamento feminino  |                           |                           |                           |                           |                            |                            |                            |                  |                  |                  |                                                              |                                                              |                                                              |        |         |
|        | Revezamento misto     |                           |                           |                           |                           |                            |                            |                            |                  |                  |                  |                                                              |                                                              |                                                              |        |         |

## Raquetebol
A Guatemala qualificou uma equipe de quatro atletas (dois homens e duas mulheres).
| Atleta | Evento               | Fase de grupos       | Fase de grupos       | Fase de grupos       | Fase de grupos | Oitavas-de-final     | Quartas-de-final     | Semifinal            | Final                | Final   |
| Atleta | Evento               | Adversário Resultado | Adversário Resultado | Adversário Resultado | Posição        | Adversário Resultado | Adversário Resultado | Adversário Resultado | Adversário Resultado | Posição |
| ------ | -------------------- | -------------------- | -------------------- | -------------------- | -------------- | -------------------- | -------------------- | -------------------- | -------------------- | ------- |
|        | Individual masculino |                      |                      |                      |                |                      |                      |                      |                      |         |
|        |                      |                      |                      |                      |                |                      |                      |                      |                      |         |
|        | Individual feminino  |                      |                      |                      |                |                      |                      |                      |                      |         |
|        |                      |                      |                      |                      |                |                      |                      |                      |                      |         |
|        | Duplas masculinas    |                      |                      |                      |                |                      |                      |                      |                      |         |
|        | Duplas femininas     |                      |                      |                      |                |                      |                      |                      |                      |         |
|        | Duplas mistas        |                      |                      |                      |                |                      |                      |                      |                      |         |
|        | Equipes masculinas   | —                    | —                    | —                    | —              |                      |                      |                      |                      |         |
|        | Equipes femininas    | —                    | —                    | —                    | —              |                      |                      |                      |                      |         |

## Remo
A Guatemala qualificou 3 remadores (um homem e duas mulheres).
| Atleta | Evento                         | Eliminatória | Eliminatória | Repescagem | Repescagem | Semifinal | Semifinal | Final A/B | Final A/B |
| Atleta | Evento                         | Tempo        | Posição      | Tempo      | Posição    | Tempo     | Posição   | Tempo     | Posição   |
| ------ | ------------------------------ | ------------ | ------------ | ---------- | ---------- | --------- | --------- | --------- | --------- |
|        | Skiff simples masculino        |              |              |            |            |           |           |           |           |
|        | Skiff duplo peso leve feminino |              |              |            |            | —         | —         |           |           |

## Squash
A Guatemala qualificou uma equipe completa de seis atletas (três homens e três mulheres) através do Campeonato Pan-Americano de Squash de 2023.
| Atleta | Evento               | Fase de grupos       | Fase de grupos       | Fase de grupos | 16-avos-de-final     | Oitavas-de-final     | Quartas-de-final     | Semifinal / Cl.      | Final / MB / Po.     | Final / MB / Po. |
| Atleta | Evento               | Adversário Resultado | Adversário Resultado | Posição        | Adversário Resultado | Adversário Resultado | Adversário Resultado | Adversário Resultado | Adversário Resultado | Posição          |
| ------ | -------------------- | -------------------- | -------------------- | -------------- | -------------------- | -------------------- | -------------------- | -------------------- | -------------------- | ---------------- |
|        | Individual masculino | —                    | —                    | —              |                      |                      |                      |                      |                      |                  |
|        | Individual masculino | —                    | —                    | —              |                      |                      |                      |                      |                      |                  |
|        | Individual feminino  | —                    | —                    | —              |                      |                      |                      |                      |                      |                  |
|        | Individual feminino  | —                    | —                    | —              |                      |                      |                      |                      |                      |                  |
|        | Duplas masculinas    | —                    | —                    | —              | —                    |                      |                      |                      |                      |                  |
|        | Duplas femininas     | —                    | —                    | —              | —                    |                      |                      |                      |                      |                  |
|        | Duplas mistas        | —                    | —                    | —              | —                    |                      |                      |                      |                      |                  |
|        | Equipes masculinas   |                      |                      |                | —                    |                      |                      |                      |                      |                  |
|        | Equipes femininas    |                      |                      |                | —                    |                      |                      |                      |                      |                  |

## Taekwondo
A Guatemala qualificou 4 atletas (três homens e uma mulher) durante o Torneio Classificatório para os Jogos Pan-Americanos.
Kyorugi
Masculino
| Atleta | Evento | Oitavas-de-final     | Quartas-de-final     | Semifinais           | Repescagem           | Final / MB           | Final / MB |
| Atleta | Evento | Adversário Resultado | Adversário Resultado | Adversário Resultado | Adversário Resultado | Adversário Resultado | Posição    |
| ------ | ------ | -------------------- | -------------------- | -------------------- | -------------------- | -------------------- | ---------- |
|        | –58 kg |                      |                      |                      |                      |                      |            |
|        | –68 kg |                      |                      |                      |                      |                      |            |

Poomsae
| Atleta | Evento                | Resultado | Posição |
| ------ | --------------------- | --------- | ------- |
|        | Poomsae masculino     |           |         |
|        | Poomsae feminino      |           |         |
|        | Poomsae duplas mistas |           |         |

## Tênis de mesa
A Guatemala qualificou uma equipe completa de seis atletas (três homens e três mulheres) através do Campeonato Centro-Americano de 2023.
Masculino
| Atleta | Evento     | Fase de grupos       | Fase de grupos       | Fase de grupos       | Fase de grupos | Primeira rodada      | Segunda rodada       | Quartas-de-final     | Semifinal            | Final / MB           | Final / MB |
| Atleta | Evento     | Adversário Resultado | Adversário Resultado | Adversário Resultado | Posição        | Adversário Resultado | Adversário Resultado | Adversário Resultado | Adversário Resultado | Adversário Resultado | Posição    |
| ------ | ---------- | -------------------- | -------------------- | -------------------- | -------------- | -------------------- | -------------------- | -------------------- | -------------------- | -------------------- | ---------- |
|        | Individual | —                    | —                    | —                    | —              |                      |                      |                      |                      |                      |            |
|        | Individual | —                    |                      |                      |                |                      |                      |                      |                      |                      |            |
|        | Dupla      | —                    | —                    | —                    | —              | —                    | —                    |                      |                      |                      |            |
|        | Equipe     | —                    |                      |                      |                | —                    | —                    |                      |                      |                      |            |

Feminino
| Atleta | Evento     | Fase de grupos       | Fase de grupos       | Fase de grupos       | Fase de grupos | Primeira rodada      | Segunda rodada       | Quartas-de-final     | Semifinal            | Final / MB           | Final / MB |
| Atleta | Evento     | Adversário Resultado | Adversário Resultado | Adversário Resultado | Posição        | Adversário Resultado | Adversário Resultado | Adversário Resultado | Adversário Resultado | Adversário Resultado | Posição    |
| ------ | ---------- | -------------------- | -------------------- | -------------------- | -------------- | -------------------- | -------------------- | -------------------- | -------------------- | -------------------- | ---------- |
|        | Individual | —                    | —                    | —                    | —              |                      |                      |                      |                      |                      |            |
|        | Individual | —                    |                      |                      |                |                      |                      |                      |                      |                      |            |
|        | Dupla      | —                    | —                    | —                    | —              | —                    | —                    |                      |                      |                      |            |
|        | Equipe     | —                    |                      |                      |                | —                    | —                    |                      |                      |                      |            |

Misto
| Atleta | Evento | Primeira rodada      | Quartas-de-final     | Semifinal            | Final / MB           | Final / MB |
| Atleta | Evento | Adversário Resultado | Adversário Resultado | Adversário Resultado | Adversário Resultado | Posição    |
| ------ | ------ | -------------------- | -------------------- | -------------------- | -------------------- | ---------- |
|        | Dupla  |                      |                      |                      |                      |            |

## Tiro com arco
A Guatemala qualificou dois arqueiros durante o Campeonato Pan-Americano de 2022. A Guatemala também classificou quatro arqueiros (três homens e uma mulher) durante a Copa Merengue de 2023.
Masculino
| Atleta | Evento              | Fase de ranqueamento | Fase de ranqueamento | 16-avos-de-final     | Oitavas-de-final     | Quartas-de-final     | Semifinais           | Final / MB           | Rank |
| Atleta | Evento              | Pontuação            | Chaveamento          | Adversário Pontuação | Adversário Pontuação | Adversário Pontuação | Adversário Pontuação | Adversário Pontuação | Rank |
| ------ | ------------------- | -------------------- | -------------------- | -------------------- | -------------------- | -------------------- | -------------------- | -------------------- | ---- |
|        | Recurvo individual  |                      |                      |                      |                      |                      |                      |                      |      |
|        |                     |                      |                      |                      |                      |                      |                      |                      |      |
|        |                     |                      |                      |                      |                      |                      |                      |                      |      |
|        | Recurvo equipes     |                      |                      | —                    | —                    |                      |                      |                      |      |
|        | Composto individual |                      |                      |                      |                      |                      |                      |                      |      |
|        |                     |                      |                      |                      |                      |                      |                      |                      |      |
|        | Composto equipes    |                      |                      | —                    | —                    |                      |                      |                      |      |

Feminino
| Atleta | Evento              | Fase de ranqueamento | Fase de ranqueamento | 16-avos-de-final     | Oitavas-de-final     | Quartas-de-final     | Semifinais           | Final / MB           | Rank |
| Atleta | Evento              | Pontuação            | Chaveamento          | Adversário Pontuação | Adversário Pontuação | Adversário Pontuação | Adversário Pontuação | Adversário Pontuação | Rank |
| ------ | ------------------- | -------------------- | -------------------- | -------------------- | -------------------- | -------------------- | -------------------- | -------------------- | ---- |
|        | Composto individual |                      |                      |                      |                      |                      |                      |                      |      |

Misto
| Atleta | Evento           | Fase de ranqueamento | Fase de ranqueamento | 16-avos-de-final     | Oitavas-de-final     | Quartas-de-final     | Semifinais           | Final / MB           | Rank |
| Atleta | Evento           | Pontuação            | Chaveamento          | Adversário Pontuação | Adversário Pontuação | Adversário Pontuação | Adversário Pontuação | Adversário Pontuação | Rank |
| ------ | ---------------- | -------------------- | -------------------- | -------------------- | -------------------- | -------------------- | -------------------- | -------------------- | ---- |
|        | Composto equipes |                      |                      | —                    | —                    |                      |                      |                      |      |

## Tiro esportivo
A Guatemala qualificou um total de 17 atiradores esportivos no Campeonato das Américas de Tiro de 2022.
Masculino
Pistola e carabina
| Atleta | Evento              | Classificação | Classificação | Final  | Final   |
| Atleta | Evento              | Pontos        | Posição       | Pontos | Posição |
| ------ | ------------------- | ------------- | ------------- | ------ | ------- |
|        | Pistola de ar 10 m  |               |               |        |         |
|        | Carabina de ar 10 m |               |               |        |         |

Masculino
Espingarda
| Atleta | Evento         | Classificação | Classificação | Semifinal | Semifinal | Final / MB           | Final / MB |
| Atleta | Evento         | Pontos        | Posição       | Pontos    | Posição   | Adversário Resultado | Posição    |
| ------ | -------------- | ------------- | ------------- | --------- | --------- | -------------------- | ---------- |
|        | Fossa olímpica |               |               |           |           |                      |            |
|        |                |               |               |           |           |                      |            |
|        | Skeet          |               |               |           |           |                      |            |
|        |                |               |               |           |           |                      |            |

Feminino
Pistola e carabina
| Atleta | Evento                      | Classificação | Classificação | Final  | Final   |
| Atleta | Evento                      | Pontos        | Posição       | Pontos | Posição |
| ------ | --------------------------- | ------------- | ------------- | ------ | ------- |
|        | Pistola de ar 10 m          |               |               |        |         |
|        |                             |               |               |        |         |
|        | Pistola 25 m                |               |               |        |         |
|        |                             |               |               |        |         |
|        | Carabina de ar 10 m         |               |               |        |         |
|        |                             |               |               |        |         |
|        | Carabina três posições 50 m |               |               |        |         |
|        |                             |               |               |        |         |

Feminino
Espingarda
| Atleta | Evento         | Classificação | Classificação | Semifinal | Semifinal | Final / MB           | Final / MB |
| Atleta | Evento         | Pontos        | Posição       | Pontos    | Posição   | Adversário Resultado | Posição    |
| ------ | -------------- | ------------- | ------------- | --------- | --------- | -------------------- | ---------- |
|        | Fossa olímpica |               |               |           |           |                      |            |
|        |                |               |               |           |           |                      |            |
|        | Skeet          |               |               |           |           |                      |            |

## Vela
A Guatemala qualificou 4 barcos, para um total de 4 velejadores.
Masculino
| Atleta | Evento  | Regata | Regata | Regata | Regata | Regata | Regata | Regata | Regata | Regata | Regata | Regata | Regata | Regata | Total  | Total   |
| Atleta | Evento  | 1      | 2      | 3      | 4      | 5      | 6      | 7      | 8      | 9      | 10     | 11     | 12     | M      | Pontos | Posição |
| ------ | ------- | ------ | ------ | ------ | ------ | ------ | ------ | ------ | ------ | ------ | ------ | ------ | ------ | ------ | ------ | ------- |
|        | Laser   |        |        |        |        |        |        |        |        |        |        | —      | —      |        |        |         |
|        | Sunfish |        |        |        |        |        |        |        |        |        |        |        |        |        |        |         |

Feminino
| Atleta | Evento       | Regata | Regata | Regata | Regata | Regata | Regata | Regata | Regata | Regata | Regata | Regata | Regata | Regata | Total  | Total   |
| Atleta | Evento       | 1      | 2      | 3      | 4      | 5      | 6      | 7      | 8      | 9      | 10     | 11     | 12     | M      | Pontos | Posição |
| ------ | ------------ | ------ | ------ | ------ | ------ | ------ | ------ | ------ | ------ | ------ | ------ | ------ | ------ | ------ | ------ | ------- |
|        | Laser radial |        |        |        |        |        |        |        |        |        |        | —      | —      |        |        |         |
|        | Sunfish      |        |        |        |        |        |        |        |        |        |        |        |        |        |        |         |

## Voleibol
Praia
A Guatemala classificou uma dupla masculina e uma feminina, para um total de quatro atletas após obter as melhores posições no ranking da NORCECA (América do Norte, América Central e Caribe).
| Atleta | Evento    | Fase de grupos       | Fase de grupos       | Fase de grupos       | Fase de grupos | Oitavas-de-final     | Quartas-de-final     | Semifinal            | Final / MB           | Final / MB |
| Atleta | Evento    | Adversário Resultado | Adversário Resultado | Adversário Resultado | Posição        | Adversário Resultado | Adversário Resultado | Adversário Resultado | Adversário Resultado | Posição    |
| ------ | --------- | -------------------- | -------------------- | -------------------- | -------------- | -------------------- | -------------------- | -------------------- | -------------------- | ---------- |
|        | Masculino |                      |                      |                      |                | Bye                  |                      |                      |                      |            |
|        | Feminino  |                      |                      |                      |                | Bye                  |                      |                      |                      |            |